# Explorer of the Seas
La Explorer of the Seas è una delle cinque navi della classe Voyager di proprietà di Royal Caribbean International, completata nel 2000 nei cantieri navali di Turku in Finlandia.
Le navi della classe Voyager sono tra le più grandi navi passeggeri al mondo, dopo la RMS Queen Mary 2 di Cunard Line, nonché la Freedom of the Seas e la classe Oasis sempre di Royal Caribbean.

## Avvenimenti

### Salvataggio della Tumbleweed

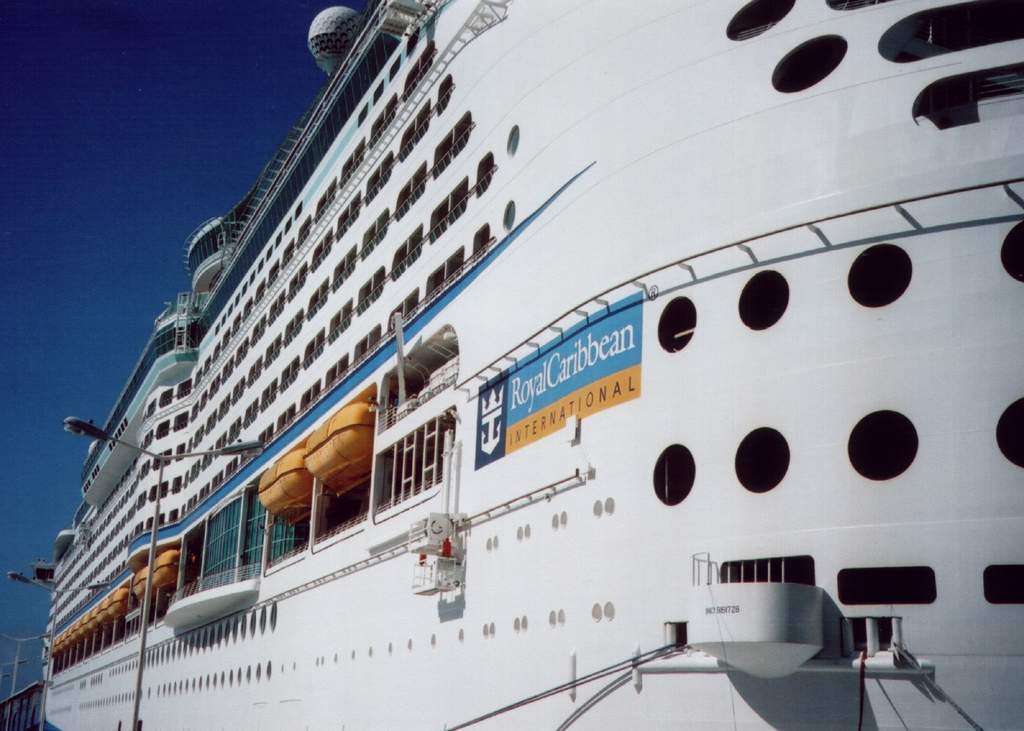
Il lato dell'Explorer of the Seas visto dalla poppa della nave.

Il 16 febbraio 2008, mentre era in rotta tra Bayonne (New Jersey) e i Caraibi per una crociera, l'equipaggio udì un debole mayday via radio. Questo si rivelò provenire dall'equipaggio della Tumbleweed, barca a vela di 39 piedi, che ha avuto un guasto al motore e alle vele. Erano alla deriva da 11 giorni alla posizione W N32.35 72,49, circa 275 miglia a sud del North Carolina. L'equipaggio dell'Explorer of the Seas ha trovato l'imbarcazione e ha salvato i tre uomini a bordo.